# Герб Курского муниципального округа (Ставропольский край)
Герб Курского муниципального округа Ставропольского края Российской Федерации — опознавательно-правовой знак, наряду с флагом служащий одним из официальных символов муниципального образования.
Утверждён 26 декабря 2011 года как герб Курского муниципального района и 20 ноября 2013 года внесён в Государственный геральдический регистр РФ с присвоением регистрационного номера 8836.
22 октября 2020 года переутверждён как герб Курского муниципального округа.

## Описание
Герб Курского муниципального округа Ставропольского края составлен в соответствии с геральдическими правилами и отражает исторические, культурные, национальные и иные местные традиции.
Описание герба гласит:

Герб представляет собой геральдический щит. В рассечённом червлёном и лазоревом поле серебряный четырёхугольный крепостной профиль с бастионами по углам, внутри которого, поверх деления, золотая головка пшеничного колоса, сопровождаемая по сторонам двумя серебряными, с золотой отделкой и темляками казачьими шашками в ножнах, рукоятками вверх, лезвиями к краям щита, скрещённых концами под головкой колоса.— Решение совета Курского муниципального округа от 22 ноября 2020 г. № 26

## Обоснование символики
Курский муниципальный округ Ставропольского края имеет уникальное географическое положение, поскольку граничит с четырьмя субъектами Российской Федерации: Кабардино-Балкарской Республикой, Республикой Северная Осетия — Алания, Чеченской Республикой и Республикой Дагестан. Это обстоятельство легло в основу идейно-образного решения герба. Серебряный редут призван олицетворять границу, четыре его бастиона — четыре субъекта Российской Федерации. Терское казачье войско, которое всегда отождествлялось с территорией Курского района, отражено двумя казачьими шашками в ножнах рукоятями вверх, что говорит о миролюбии и толерантности жителей Курского округа. Золотой пшеничный колос — символ основного вида хозяйственной деятельности округа. Червлёный цвет рассечённого щита помимо своих солярных значений символизирует цвет крови, знамя Советской армии, поскольку на территории Курского района проходили тяжёлые бои во время Великой Отечественной войны.

## История
Для разработки герба Курского муниципального района была создана специальная комиссия под руководством заместителя главы районной администрации Н. А. Мокшановой. К концу 2011 года комиссия вместе членом Союза художников России С. Е. Майоровым подготовила проект герба следующего содержания:

В рассечённом червлёно-лазоревом щите — серебряная крепость о четырёх бастионах, внутри которой золотой колос, перекрещённый двумя серебряными шашками в ножнах рукоятями вверх, накрест.— Протокол заседания геральдической комиссии при губернаторе Ставропольского края от 11 ноября 2011 г. № 26
11 ноября 2011 года Мокшанова и Майоров представили эскиз этого герба, его описание и экзегезу (толкование символики) геральдической комиссии при губернаторе Ставропольского края. Комиссия рассмотрела и одобрила предложенный вариант, рекомендовав его для принятия и направления в Геральдический совет при Президенте Российской Федерации.
26 декабря 2011 года депутаты районного совета утвердили одобренный герб, геральдическое описание которого (в окончательном варианте) гласило:

В рассечённом червлёно-лазоревом поле щита серебряный редут с четырьмя бастионами, внутри которого две казачьи шашки остриями накрест в серебряных ножнах с золотыми обоймами, с серебряными рукоятями вверх, с золотыми бантами, между ними золотой пшеничный колос о двенадцати головках в столб.— Решение Совета Курского муниципального района Ставропольского края от 26 декабря 2011 г. № 273
Символика Курского муниципального района получила положительное заключение Геральдического совета и 20 ноября 2013 года была внесена в Государственный геральдический регистр. В рецензии Государственной герольдии в частности отмечалось, герб и флаг района «являются правильными», но «изображённые в гербе символы часто используются».
28 марта 2014 года на заседании краевой геральдической комиссии заместителю главы районной администрации О. Н. Сидоренко были вручены свидетельства о регистрации герба и флага в ГГР (герб — под номером 8836, флаг — под номером 8837).
16 марта 2020 года все муниципальные образования Курского муниципального района были преобразованы в Курский муниципальный округ.
Решением совета Курского муниципального округа от 22 октября 2020 года № 26 округ определён правопреемником герба и флага — официальных символов Курского муниципального района Ставропольского края.